# بارهنگیان
بارهنگیان (Plantaginaceae) تیره‌ای از نعناسانان علفی یا درختچه‌ای است با سه سرده و ۲۷۰ گونه با گسترش جهانی که در مناطق معتدل تنوع فراوان دارند و برخی سرده‌های این تیره جزء گیاهان آبزی ریشه‌دار هستند؛ برگ‌های گیاهان این تیره ساده یا مرکب با آرایش مارپیچی یا متقابل و گل‌هایشان بسیار متنوع است.